# Aleuroglandulus
Aleuroglandulus es un género de hemíptero de la familia Aleyrodidae, con una subfamilia: Aleyrodinae.

## Especies
Las especies de este género son:
- Aleuroglandulus inanis Martin, 2005
- Aleuroglandulus magnus Russell, 1944
- Aleuroglandulus striatus Sampson & Drews, 1941
- Aleuroglandulus subtilis Bondar, 1923